# Otniël

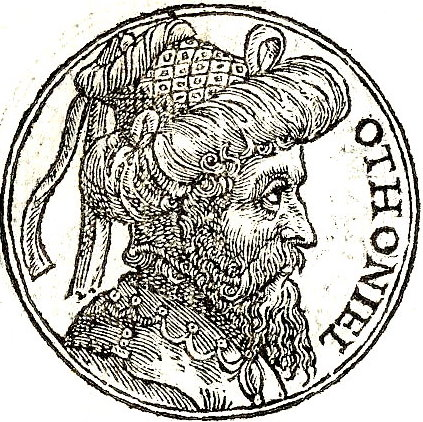
Otniël volgens het Promptuarii Iconum Insigniorum

Otniël (Hebreeuws: עָתְנִיאֵל, ʻOṯnîʼēl, betekenis onzeker, maar mogelijk "God/El is mijn kracht" of "God/El heeft me geholpen") was volgens de Hebreeuwse Bijbel de eerste rechter van de Israëlieten en richtte Israël 40 jaar. Hij was de zoon van Kenaz, een broer van Kaleb, en was gehuwd met Kalebs dochter Aksa. Hij kreeg 2 kinderen: Chatat en Meonai.
Otniël veroverde Kirjat-Sefer, en redde later de Israëlieten van Kusan-Risataïm of Cuschan Rischataïm. Het richterschap van Otniël begint niet lang na Jozua's dood.